# راشونی‌شاپ‌برنچ
راشونی‌شاپ‌برنچ (به مجاری:  Rásonysápberencs) یک شهرداری در مجارستان است که در ناحیه سیکسو واقع شده‌است. راشونی‌شاپ‌برنچ ۹٫۱۲ کیلومتر مربع مساحت و ۵۷۹ نفر جمعیت دارد.